# NFL 1941
Die NFL-Saison 1941 war die 22. Regular Season der National Football League. Vor der Saison wurde Elmer Layden zum ersten Commissioner der NFL ernannt, während Carl Storck als Ligapräsident zurücktrat. Layden übernahm auch die Aufgaben des Ligapräsidenten und unterzeichnete einen 5-Jahres-Vertrag mit einem jährlichen Einkommen von 20.000 Dollar.
Für den Fall der gleichen Bilanz in der Division nach der regulären Saison wurden die Regeln für die Platzierung in den Play-offs geändert. Zudem wurde die Sudden-Death-Regel für die Overtime bei Unentschieden eingeführt, die nach der regulären Spielzeit in den Play-offs eintritt.
Die Green Bay Packers und der Titelverteidiger Chicago Bears beendeten in der Western Division die reguläre Saison unentschieden, weshalb es zum ersten divisionsinternen Play-off-Spiel der Ligageschichte kam. Die Bears gewannen das Spiel am 14. Dezember im Wrigley Field mit 33:14. Im NFL Championship Game am 21. Dezember schlugen sie dann zu Hause im Wrigley Field die New York Giants mit 37:9. Die Bears, die durchschnittlich 36 Punkte pro Spiel erzielten, waren seit der Einführung der East-West Division im Jahr 1933 das erste Team, das seinen Titel verteidigte.

## Mannschaftsänderungen
Im Dezember 1940 verkaufte Art Rooney die in finanziellen Problemen steckenden Pittsburgh Steelers an den Millionärssohn Alexis Thompson. Dieser benannte sie in Ironman um. Mit dem Geld erwarb Rooney 50 % der Anteile an den Philadelphia Eagles. Geplant war, dass Thompson nach der 1941er Saison die Ironman nach Boston verlegt, während die Eagles als Pennsylvania Keystoners in Philadelphia und Pittsburgh spielen sollten. Der Eigner der Washington Redskins widersprach diesem Vorhaben. Als Lösung ergab sich schließlich das Thompson mit seinen Ironman nach Philadelphia zog und fortan als Philadelphia Eagles spielte während Rooney mit den Eagles und Bell als Mitbesitzer und Trainer zurück nach Pittsburgh zog und die Eagles in Pittsburgh Steelers umbenannte.

## Wichtige Regeländerungen
- Die Strafe für illegal shift (unzulässige Bewegung in der Offensive) beträgt 5 Yard.
- Die Strafe für illegal kick or bat (unzulässiger Kick oder Schlag) beträgt 15 Yards.
- Immer wenn ein Spieler aus dem Spiel ausgeschlossen wird, wird sein Team mit 15 Yards Raumstrafe belegt.
- Bei einem persönlichen Foul während des Punktespielzugs des Gegners wird die Strafe beim darauffolgenden Kickoff angewendet.[4]

Zusätzlich zu diesen Regeländerungen wurde in dieser Saison vom League Commissioner Spielerverhalten-Standards durchgesetzt. Commissioner Elmer Layden setzte im August eine 25 $-Strafe gegen Green Bay Packers Quarterback Larry Craig und New York Giants Halfback Hank Soar wegen Schlägerei fest.
Der Wilson wurde der offizielle Spielball der NFL.

## NFL Draft
Der NFL Draft von 1941 wurde am 10. Dezember 1940 in Washington, D.C.'s Willard Hotel durchgeführt. Mit dem ersten Pick wählten die Chicago Bears den Halfback Tom Harmon von der Michigan State University aus.

## Divisionsphase
In der Eastern Division hielten nach 9 Wochen die Redskins ein Halbspiel. Bei einer Bilanz von 5–1–0 war ihr einziges verlorenes Spiel das mit 10:17 gegen die Giants (5–2–0), die zwei Spiele hintereinander verloren. Washington verlor jedoch die nächsten drei Spiele, während die Giants die nächsten zwei Spiele gewann. Am 23. November trafen die Redskins (5–3) auf die Giants (7–2) im Polo Grounds, wo die Giants mit 20:13 siegten und dadurch die Division gewannen.
Die Western Division waren die Bears und Packers dominierend. Am 2. November, als die Teams im Wrigley Field aufeinandertrafen, hatten die Bears 5 Siege und die Packers 6 Siege und eine Niederlage, da sie im vorherigen Spiel gegen die Bears zu Hause mit 17:25 verloren hatten. Green Bays 16:14-Sieg brachte sie in Führung und sie beendeten die Reguläre Saison am 30. November mit einem 22:17 Comeback-Sieg in Washington mit einer 10–1-Bilanz. Am 7. Dezember 1941, als Pearl Harbor von den Japanern angegriffen wurde, verloren die Bears gegen die Cardinals. Zum Beginn des vierten Viertels führten die Cardinals noch mit 24:20, verloren das Spiel allerdings noch mit 24:34. Die Bears und die Packers beendeten die Reguläre Saison mit 10 Siegen und einer Niederlage und ein Entscheidungsspiel wurde ausgetragen, um zu bestimmen, wer am Championship Game teilnehmen durfte. Während die Vereinigten Staaten sich dem Zweiten Weltkrieg anschlossen, trafen die Bears und Packers im Wrigley Field am 14. Dezember aufeinander. Die Chicago Bears gewannen das Spiel mit 33:14.

## Regular Season
| Eastern Division    | Eastern Division | Eastern Division | Eastern Division | Eastern Division | Eastern Division | Eastern Division |
| Team                | S                | N                | U                | SQ 1             | P+               | P−               |
| ------------------- | ---------------- | ---------------- | ---------------- | ---------------- | ---------------- | ---------------- |
| New York Giants     | 8                | 3                | 0                | 0,727            | 238              | 114              |
| Brooklyn Dodgers    | 7                | 4                | 0                | 0,636            | 158              | 127              |
| Washington Redskins | 6                | 5                | 0                | 0,545            | 176              | 174              |
| Philadelphia Eagles | 2                | 8                | 1                | 0,200            | 119              | 218              |
| Pittsburgh Steelers | 1                | 9                | 1                | 0,100            | 103              | 276              |

| Western Division  | Western Division | Western Division | Western Division | Western Division | Western Division | Western Division |
| Team              | S                | N                | U                | SQ 1             | P+               | P−               |
| ----------------- | ---------------- | ---------------- | ---------------- | ---------------- | ---------------- | ---------------- |
| Chicago Bears     | 10               | 1                | 0                | 0,909            | 396              | 147              |
| Green Bay Packers | 10               | 1                | 0                | 0,909            | 258              | 120              |
| Detroit Lions     | 4                | 6                | 1                | 0,400            | 121              | 195              |
| Chicago Cardinals | 3                | 7                | 1                | 0,300            | 127              | 197              |
| Cleveland Rams    | 2                | 9                | 0                | 0,182            | 116              | 244              |

## Postseason

### Western Division Play-off Game
Nach der Regulären Spielzeit teilten sich die Bears und die Packers den ersten Platz. Um zu entscheiden, wer im NFL-Meisterschaftsspiel antritt, wurde als Entscheidung ein Play-off-Spiel ausgetragen. Das Spiel fand am 14. Dezember 1941 im Wrigley Field, Illinois, statt.

### NFL Championship Game
Das Endspiel der Saison fand am 21. Dezember 1941 im Wrigley Field, Illinois, statt. Im neunten Meisterschaftsspiel standen sich die New York Giants und die Chicago Bears gegenüber. Für beide Mannschaften war es jeweils die fünfte Teilnahme am Meisterschaftsspiel und beide Mannschaften hatten das Spiel zuvor auch schon zweimal gewonnen. Das Spiel fand zwei Wochen nach dem Angriff auf Pearl Harbor statt, weshalb das Spiel nur von rund 13.500 Zuschauern angeschaut wurde.
Nach dem letzten Touchdown entschied sich Ray „Scooter“ McLean den PAT erfolgreich als Dropkick (englisch für Sprungtritt) auszuführen und damit den letzten erfolgreichen Dropkick in der NFL für 64 Jahre zu treten. Erst Doug Flutie von den New England Patriots kickte im letzten Spiel der Saison 2005 gegen die Miami Dolphins am 1. Januar 2006 wieder erfolgreich einen Dropkick.

## All-Star Game
Das National Football League All-Star Game von 1941 fand am 4. Januar 1942 im Polo Grounds, New York City statt. Es war das vierte All-Star-Game, dass die Liga veranstaltete. In dem Spiel stellten sich die Chicago Bears, Champion der abgelaufenen Saison, gegen ein Team von All-Stars. Die Bears besiegten dabei die All-Stars mit 35:24.

## Awards
- Joe F. Carr Trophy (Most Valuable Player) – Don Hutson, Wide Receiver, Green Bay

## Saisonbestleistungen
| Statistik       | Name         | Team      | Wert  |
| --------------- | ------------ | --------- | ----- |
| gepasste Yards  | Cecil Isbell | Green Bay | 1.479 |
| erlaufene Yards | Pug Manders  | Brooklyn  | 486   |
| gefangene Yards | Don Hutson   | Green Bay | 738   |

## Trainer
Eastern Division
- Brooklyn Dodgers: Jock Sutherland
- New York Giants: Steve Owen
- Philadelphia Eagles: Greasy Neale
- Pittsburgh Steelers: Bert Bell (2 Spiele), Aldo Donelli (5 Spiele) und Walt Kiesling (4 Spiele)
- Washington Redskins: Ray Flaherty

Western Division
- Chicago Bears: George Halas
- Chicago Cardinals: Jimmy Conzelman
- Cleveland Rams Dutch Clark
- Detroit Lions: Bill Edwards
- Green Bay Packers: Curly Lambeau